# Maupasina seissi
Maupasina seissi är en rundmaskart. Maupasina seissi ingår i släktet Maupasina och familjen Maupasinidae. Inga underarter finns listade i Catalogue of Life.